# Henningsomyces
Genre
Synonymes
- Solenia Pers. ()[1]

Henningsomyces est un genre de champignons de la famille Marasmiaceae, ou des Schizophyllaceae selon les classifications.

## Espèces
Selon l'Index Fungorum (juin 2015), le genre Henningsomyces regroupe 10 espèces
- Henningsomyces candidus
- Henningsomyces leptus
- Henningsomyces mutabilis
- Henningsomyces nigrescens
- Henningsomyces patinaceus
- Henningsomyces puber
- Henningsomyces pulchellus
- Henningsomyces separatus
- Henningsomyces subiculatus
- Henningsomyces tarapotensis

## Confusions possibles
Dans certains cas, des espèces de ce genre pourraient être confondues avec celles du genre Ceratiomyxa et (dans une moindre mesure pour les formes jeunes ou éparses) avec celles du genre Multiclavula ou avec des champignons de la famille des Clavulinaceae.